# 山健組
山健組（やまけんぐみ）は、兵庫県神戸市中央区に本部を置いていた暴力団で、特定抗争指定暴力団の六代目山口組の二次団体。

## 概要
警察当局の資料によれば構成員の総数は2005年頃に約4,000人と推定され、本部直参は約78人、構成員・準構成員ともに約2,000人ずつの大勢力となっていた。一時は山口組において「ヤマケンにあらざれば、ヤマグチにあらず」と言われるほどの勢力を誇った。
2015年夏の山口組分裂以降、山健組は新団体・神戸山口組の中核となったものの、2020年に五代目組長・中田浩司が半数以上の直参を率いて神戸山口組を脱退し独立。
2021年9月に六代目山口組に帰参した。2025年1月24日、中田が六代目山口組若頭補佐に昇格。

## 来歴
三代目山口組組長・田岡一雄の若衆である山本健一が1961年（昭和36年）に山健組を結成。愚連隊を源流としている。1971年（昭和46年）に三代目山口組若頭・梶原清晴が海難事故で急逝したため、次期若頭のポストを巡り互選が行われることになった。その際、候補となったのが三代目山口組若頭補佐の2人、山本健一と山本広であり、投票の結果、山本広の票数が多かったが、田岡から山本健一が指名された。 
山本健一は1982年（昭和57年）2月、持病の悪化で死去。
死後も山本健一の遺志が尊重され、山健組の出身者は山口組の主要ポストに起用されていった。

### 二代目体制（1982-1989）
1982年（昭和57年）6月、初代健竜会会長・渡辺芳則が二代目山健組組長に就任した。1984年（昭和59年）に山口組が四代目体制に移行すると、渡辺は四代目山口組若頭補佐に抜擢される。
1985年（昭和60年）1月、四代目山口組の組長・竹中正久と若頭・中山勝正が暗殺されると、2月に編成された暫定執行部体制で渡辺芳則は四代目山口組若頭に就任する。直参昇格から2年半の間に山口組ナンバー2の座まで上ったことになる。

なお、後に二代目弘道会会長・髙山清司が六代目山口組直参昇格からわずか3ヶ月で六代目山口組若頭に就任し、この記録を破っている。

### 三代目体制（1989-2005）
1989年（平成元年）に渡辺芳則が五代目山口組組長に就任すると、山健組三代目を継承した桑田兼吉の他、中野会会長・中野太郎ら幹部10人が五代目山口組直参へ昇格した。1990年（平成2年）に桑田兼吉と中野太郎が五代目山口組若頭補佐に就任して山健組の勢力を磐石なものにし、五代目山口組内の最大派閥へと押し上げた。
1997年（平成9年）、三代目組長・桑田兼吉が銃刀法違反容疑で逮捕され、2003年（平成15年）に懲役7年の実刑判決が確定すると、山健組若頭極心連合会会長・橋本弘文を組長代行に昇格させ、四代目健竜会会長・井上邦雄を後任若頭とする組織改編を行った。 

### 四代目体制（2005-2018）
2005年（平成17年）4月、三代目山健組の組長代行・橋本弘文と相談役・太田守正が五代目山口組直参へ昇格する。
同年8月、司忍を首領に据えた六代目山口組が発足すると、桑田は引退し若頭・井上邦雄が山健組四代目を継承し、井上は六代目山口組幹部（「幹部」という名称の役職）に就任した。11月には、舎弟頭の木村會会長・木村阪喜と舎弟頭補佐の大同会会長・森尾卯太郎は六代目山口組直参へ昇格した。さらに12月には、井上は幹部から六代目山口組若頭補佐兼阪神ブロック長に昇格・就任している。
六代目体制下にあっても山健組は山口組の最大派閥であり執行部メンバーも輩出していたが、組長の司忍と若頭の髙山清司がともに弘道会出身であり、六代目山口組内では山健組以上に弘道会の影響力が増すようになった。

#### 神戸山口組発足以降
2015年（平成27年）8月27日、井上邦雄は宅見組組長・入江禎や池田組組長・池田孝志らとともに六代目山口組を離脱した。井上は離脱した十数団体を纏めて新団体神戸山口組を結成し、組長に就任した。なお、同日付けで山口組執行部から絶縁処分を受けた。
2017年（平成29年）4月30日、四代目山健組副組長・織田絆誠（神戸山口組若頭代行）が複数の直参とともに山健組を離脱し、新たに任侠団体山口組(現：絆會)を組織した。井上は織田を含む離脱した直参全員に処分を下した。

### 五代目体制（2018-）
2018年（平成30年）5月5日、五代目健竜会会長・中田浩司が山健組五代目を継承した。この代目継承により井上が神戸山口組と山健組のトップを兼務する状態が解消された。
2019年（平成31年）4月18日、五代目山健組若頭・與則和が神戸市中央区の路上で、六代目山口組系三代目弘道会傘下組員2人に刃物で刺される事件が発生する。実行犯の2人は事件後、出頭した。

同年10月10日、五代目山健組本部事務所前で組員2人が弘道会系組員に射殺される。実行役は、現場で殺人未遂容疑で逮捕された。
同年12月3日、中田が銃刀法違反容疑で兵庫県警に逮捕される。これは同年8月、神戸市内の弘道会関連施設前で、三代目弘道会系組員が銃撃される事件が発生しており、捜査の結果、防犯カメラの映像からこの実行犯が中田であるとみられたためである。事件の背景には、同年4月に発生した若頭・與の刺傷事件があり、この報復として中田が自ら銃撃した可能性が濃厚だとみられた。

#### 独立以降
2020年（令和2年）7月16日、中田は五代目山健組執行部に対し、神戸山口組から離脱することを指示する。離脱の背景に、山健組の運営に関して井上と意見の相違があったとみられている。
しかし、中田本人が勾留中である上に弁護士以外の接見が不可能となっており、意思疎通の面で問題が生じたために離脱に関して幹部らの間で幾度と協議が重ねられた。翌月の8月に、意向に従わず神戸山口組に残留する直参らに対して絶縁や破門、除籍などの処分が下され、五代目山健組は半々の勢力に分割。分裂が確定的となった。
同年9月10日、中田は神戸山口組から除籍処分を受けた。

#### 六代目山口組に帰参
2021年（令和3年）9月16日、中田率いる五代目山健組が六代目山口組に帰参し、中田が六代目山口組幹部に就任したことが明らかになったが、依然として神戸山口組にも残留勢力が活動している。
2022年4月19日付で、山健会館（花隈町25-15）が神戸市により固定資産税滞納で土地・建物共に差し押さえされた。
2022年6月20日付で、山健組本部事務所（花隈町26-4）が神戸地方裁判所により暴力団対策法に基づき使用差し止め決定。
2024年10月31日、神戸地方裁判所101号法廷（丸田顕裁判長）は中田に無罪判決を言い渡し、同日、釈放された。
2025年1月24日、中田が執行部会で六代目山口組若頭補佐に昇格。
2025年1月25日、司忍六代目誕生日会に中田が出席。

## 歴代組長
|        | 氏名     | 在任期間        | 備考             |
| ------ | -------- | --------------- | ---------------- |
| 初代   | 山本健一 | 1961年 - 1982年 | 三代目山口組若頭 |
| 二代目 | 渡辺芳則 | 1982年 - 1989年 | 初代健竜会会長   |
| 三代目 | 桑田兼吉 | 1989年 - 2005年 | 二代目健竜会会長 |
| 四代目 | 井上邦雄 | 2005年 - 2018年 | 四代目健竜会会長 |
| 五代目 | 中田浩司 | 2018年 - 現在   | 五代目健竜会会長 |

## 五代目山健組組織図
五代目山健組組長 - 中田浩司（1959年〈昭和34年〉4月7日（66歳）六代目山口組若頭補佐）

### 最高幹部
| 役職     | 氏名     | 率いる三次団体   | 本拠地       |
| -------- | -------- | ---------------- | ------------ |
| 若頭     | 物部浩久 | 三代目妹尾組     | 岡山市中区   |
| 最高顧問 | 鷲坂正美 | -                | -            |
| 舎弟頭   | 福富 均  | 福富組           | 大阪市中央区 |
| 顧問     | 桑原真一 |                  | -            |
| 若頭補佐 | 水田忠好 | 三代目村正会     | 兵庫県姫路市 |
| 若頭補佐 | 中村啓一 | 二代目南進会     | 岡山市北区   |
| 若頭補佐 | 木本陸朗 | 三代目鷲坂組     | 愛媛県松山市 |
| 若頭補佐 | 田中純一 | 二代目中川連合会 | 福岡市博多区 |
| 若頭補佐 | 松森 治  | 三代目宮鉄組     | 神戸市兵庫区 |
| 若頭補佐 | 岡田 渉  | 二代目武神会     | 兵庫県姫路市 |
| 若頭補佐 | 田辺泰之 | 七代目健竜会     | 神戸市中央区 |

## 神戸山口組残留派
| 氏名     | 率いる団体   | 本拠地         |
| -------- | ------------ | -------------- |
| 元満志郎 | 二代目安部組 | 福岡県福津市   |
| 宝満国広 | -            | -              |
| 與 則和  | 與組         | 神戸市兵庫区   |
| 小林 茂  | 三代目臥龍会 | 大阪市浪速区   |
| 西野雅之 | 二代目健國会 | 神戸市須磨区   |
| 藤岡宏文 | 誓仁会       | 大阪府堺市     |
| 岩崎尚介 | 二代目道志会 | 兵庫県西脇市   |
| 宮田世市 | -            | -              |
| 西岡義明 | 二代目晃心会 | 兵庫県加古川市 |
| 高橋武身 | 高橋組       | 岩手県盛岡市   |
| 小島慎也 | 小島会       | 大分県日田市   |
| 富士田真 | 愛芳連合     | 神戸市         |
| 永田 仁  | 邦将会       | 東京都         |
| 村田恵嗣 | 村正会       | 兵庫県姫路市   |

## 主な出身者

### 二代目
- 舎弟頭・浅川一實（浅川一家総長） - 後に五代目山口組若中
- 若中相談役・松下靖男（松下組組長） - 後に五代目山口組若中
- 若中相談役・杉秀夫（健心会会長） - 後に五代目山口組若中
- 舎弟頭補佐・中野太郎（中野会会長） - 後に五代目山口組若頭補佐
- 舎弟頭補佐・盛力健児（盛力会会長） - 後に五代目山口組若中
- 舎弟頭補佐・松本敏久（松本組組長） - 後に五代目山口組若中

### 三代目
- 舎弟頭補佐・根本辰男（二代目川内組組長） - 後に六代目山口組若中
- 舎弟頭補佐・中村伍男（中村組組長） - 後に六代目山口組若中
- 舎弟頭補佐・鈴木秀具（鈴秀組組長） - 後に五代目山口組若中
- 舎弟・大関大（二代目大門会会長） - 後に五代目山口組若中
- 舎弟・前田英明（二代目北岡会会長） - 後に五代目山口組若中
- 舎弟頭・金澤膺一（金澤組組長） - 後に臥龍会会長、五代目山口組若中
- 若中・井奥文夫（井奥会会長） - 後に中野会会長代行、六代目山口組若中
- 若中・岡本久男（岡本組組長） - 後に二代目松下組組長、六代目山口組若中
- 組長代行・橋本弘文（極心連合会会長） - 後に六代目山口組若頭補佐
- 相談役・太田守正（太田興業会長） - 後に太田会会長、六代目山口組若中

### 四代目
- 舎弟頭・木村阪喜（木村會会長） - 後に六代目山口組若中
- 舎弟頭補佐・森尾卯太男（大同会会長） - 後に六代目山口組本部長